# Oh My Disney
Oh My Disney é o blog oficial da The Walt Disney Company. O blog possui um vasto conteúdo com vídeos, quizzes, histórias, novidades, curiosidades e outros conteúdos sobre os produtos da Disney. Em 2019, o aplicativo ganhou versão em Português.
O nome do site é uma paródia com a frase Oh My God.